# Siège de Machhad
 (juillet 2025).
Le siège de Machhad s’est déroulé en 1754, lorsque Ahmad Shah Durrani, souverain de l’Empire durrani, lança l’invasion du Khorassan. Après avoir pillé les villes de Tun et de Tabas, Ahmad Shah mit le siège devant la capitale de l’Iran afcharide à la fin du mois de juillet 1754.

## Contexte
La campagne débuta en mai 1754. Les forces afghanes quittèrent Herat en direction de Tun. Ahmad Shah envoya en avant-garde Sardar Jahan Khan ainsi que Nasir Khan de Kalat, qui commencèrent à dévaster la région environnante. Ils affrontèrent ensuite le gouverneur de Tabas, Ali Murad Khan, qui rassembla ses troupes pour résister. La bataille qui s'ensuivit fut, selon Singh, l’une des plus sanglantes de l’histoire perse.
La confrontation tourna au corps-à-corps lorsque les munitions furent épuisées. Le combat demeura indécis jusqu’à ce qu’Ali Murad Khan soit tué, provoquant la déroute de l’armée perse.

## Siège
Après leur victoire, les troupes afghanes prirent Tun et Tabas entre juin et juillet 1754. Elles poursuivirent ensuite leur avancée vers Machhad, atteignant la ville le 23 juillet.
Le siège se prolongea plusieurs mois, jusqu’à ce que les forces afsharides capitulent devant Ahmad Shah le 1er décembre 1754. Le 4 décembre, le nom d’Ahmad Shah fut proclamé dans le sermon du vendredi, consacrant sa souveraineté sur les Afsharides.

## Conséquences
À la suite de leur victoire, les Durrani annexèrent plusieurs territoires auparavant contrôlés par les Afcharides, notamment Torshiz, Bakharz, Jam, Khaf, et Turbat-e Haidari,.
Au printemps suivant (1755), Ahmad Shah lança une nouvelle campagne contre Nishapur, tandis que Shah Pasand Khan se dirigeait vers le Mazandéran pour affronter les Qajars,.